# Нагрузочная способность выхода цифровой микросхемы
Нагрузочная способность — параметр выхода микросхемы, характеризуемый быстродействием и выходным током драйвера, определяющим количество подключаемых входов микросхем или прямой токовой нагрузки для подключения реле, светодиода или какого-либо другого элемента.

## Происхождение термина

Рисунок 1. Структурная схема простейшего вычислительного устройства
А1 — устройство ввода
А2 — вычислительное устройство
A3 — устройство отображения информации

Термин «нагрузочная способность» в компьютерной технике возник сразу после создания первых вычислительных машин. Структурная схема простейшего вычислительного устройства представлена на рисунке 1.
В зависимости от реализации, направление тока может быть различноРечь может идти как о нагрузочной способности входа, например ТТЛ логика (англ. Fan-In). Так и о нагрузочной способности выхода, например КМОП логика (англ. Fan-Out).
По принципу, приведённому на рисунке 1, построен простейший учебный аналоговый компьютер Heathkit EC-1. В качестве устройства ввода многочисленные тумблеры и коммутаторы. В качестве вычислительного устройства — работа триода, включенного так, чтобы реализовать суммирование напряжений. В качестве устройства отображения информации — вольтметр. Heathkit EC-1 представлен на рисунке 2.

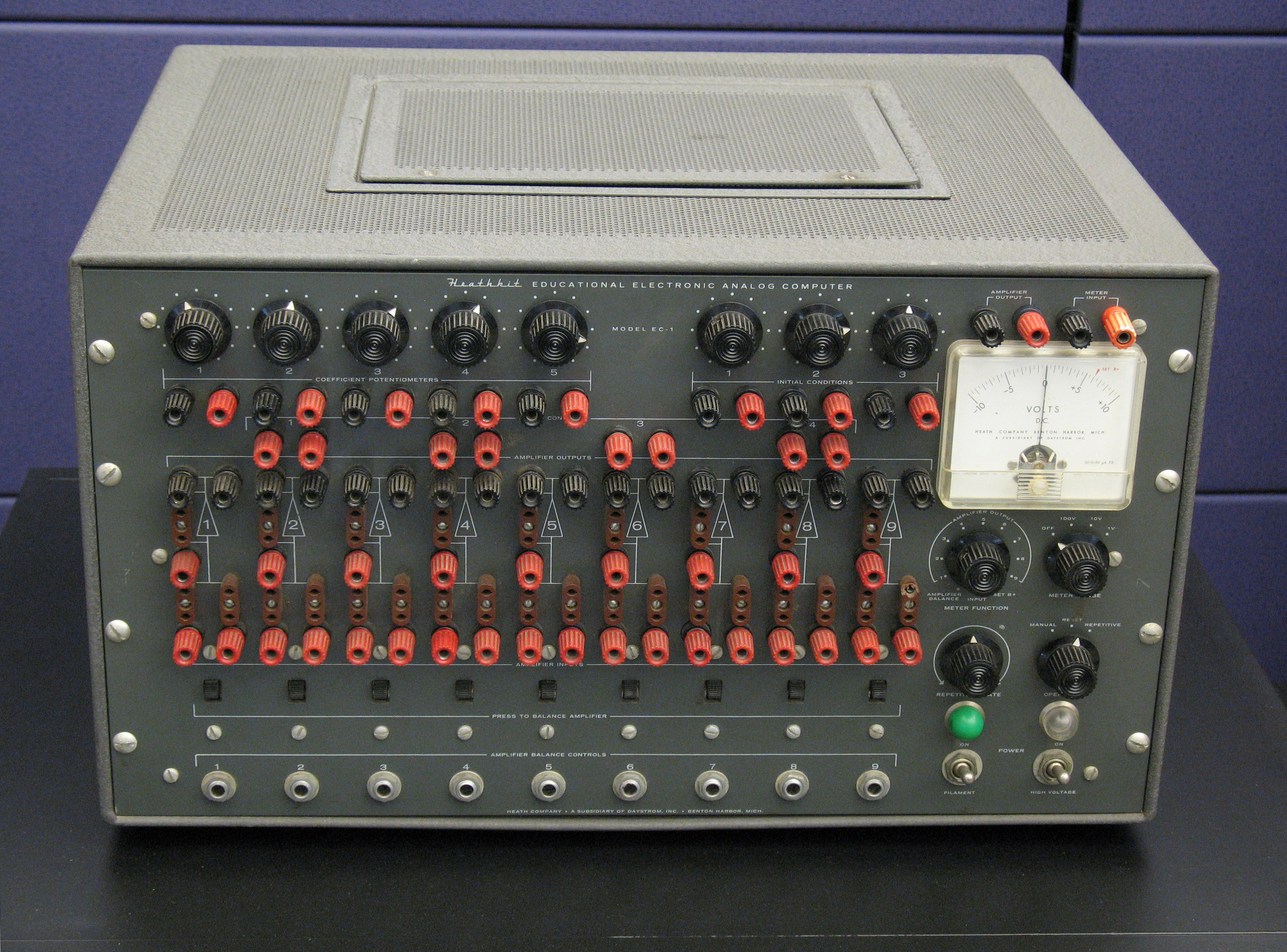
Рисунок 2. Учебный аналоговый компьютер Heathkit EC-1

Рисунок 3. Структурная схема вычислительного устройства
A1, A2 — устройства ввода;
A3, A4 — вычислительные устройства;
A5, A6 — устройства отображения.

Реальные вычислительные машины должны были решать значительно больше задач, чем простой аналоговый компьютер. Смотрите рисунок 3.
При распределении задач между источниками и последующими блоками для обработки или отображения информации увеличилось потребление тока, что, в свою очередь, сказалось на точности вычислений аналоговых компьютеров. При совершенствовании аналоговых компьютеров пришлось вводить различные компенсационные схемы, в качестве вычислительного устройства ввели операционные усилители. Но в конечном итоге перешли на логические элементы с дискретной логикой, более устойчивой к нагрузке. Это компьютеры с двоичной логикой, работающей с логическими 0 и 1, и компьютеры с троичной логикой, использующие состояния 0, 1 и Z. При проектировании современных дискретных ЭВМ приходится учитывать нагрузочную способность логических элементов. Бесконечное подключение нагрузки либо сожжёт элемент, либо напряжение в данном участке цепи опустится до такого состояния, что работа ЭВМ станет нестабильной или неверной.

## КМОП

Рисунок 4. КМОП выход микросхемы.

Рассмотрим подробнее как устроен выход современной микросхемы на примере КМОП технологии (кроме КМОП также могут быть ТТЛ микросхемы, ЭСЛ или выход с открытым коллектором). На рисунке 4 показан выход КМОП. Представляет из себя два полевых транзистора вверху Р-канальный, внизу N-канальный.
Такой выход микросхемы работает следующим образом: Р-канальный транзистор постоянно закрыт, пока не подать на затвор напряжение ниже напряжения истока на определённый порог, называемым пороговым напряжением. Когда P-канальный транзистор открыт, он пропускает ток от истока к стоку, в данном случае на выход и на N-канальный транзистор.
N-канальный транзистор также постоянно закрыт, пока не подать положительное пороговое напряжение относительно истока, отпирающее его. В данном случае ток пойдёт от выхода и P-канального транзистора на землю.
Если затворы транзисторов не соединены, то получается 4 возможных варианта работы данной схемы:
1. Все транзисторы закрыты, ток не втекает не вытекает.
2. Открыт только P-канальный транзистор и ток вытекает.
3. Открыт только N-канальный транзистор и ток втекает.
4. Открыты оба транзистора. В данном случае произойдёт короткое замыкание питания на землю через оба открытых транзистора и как поведёт себя выход предсказать сложно. Если транзисторы неуничтожимы, то выставится напряжение пропорционально внутреннему сопротивлению транзисторов. В реальности такой режим приводит к уничтожению транзисторов.

В зависимости от схемы включения, токовую нагрузку определяет один или оба транзистора. Если элемент подключаемый к выходу микросхемы нагружен на землю, то работает P-канальный транзистор. Если к питанию, то N-канальный.
Для повышения быстродействия N и P канальные транзисторы стараются делать комплементарной парой, то есть транзисторами с близкими характеристиками. Но в рамках одной микросхемы P-канальный транзистор геометрически получается гораздо больше N-канального. Если их делать одинаковыми физически, то N-канальный
транзистор пропускает гораздо больше тока. Если выход микросхемы предназначен для управления реле или подключение светодиода, при этом скорость переключения
не критичны, то включение этих элементов предполагается N-канальным транзистором, через который и пойдёт управляющий ток. P-канальный же будет просто
отключать нагрузку.
При подключении микросхем друг к другу важна скорость работы, и P и N канальные транзисторы имеют схожие характеристики. Вход микросхемы аналогичен выходу. Это такой же P-N-инвертор, за исключением того, что ток, идущий внутрь, допускается меньше. Выходы микросхемы должны быть способны перезарядить совокупную ёмкость дорожек, идущих по плате, а также ёмкости затворов. С ростом количества входов, подключаемых на выход микросхемы,
растёт и ёмкость. Принято эмпирическое правило, что на один выход микросхемы должно подключаться до 10 входов. На высоких скоростях тяжело соблюсти данное правило и на частотах порядка 500 МГц соединяют один выход с одним входом.